# Gurgen Nagolian
Gurgen Nagolian (ros. Гурген Наголян; ur. 1906, zm. 1974), właściwie Aserianc – ormiański emigrant, oficer Armii Mandżukuo, zastępca dowódcy, a następnie dowódca Brygady Asano i Rosyjskich Oddziałów Wojskowych Armii Mandżukuo na przełomie lat 30. i 40. XX wieku

## Życiorys
Był pochodzenia ormiańskiego. Jego rodzina wyemigrowała do Chin. Po 1920 uczył się w instytucie prawniczym w Harbinie. Pod koniec lat 20. przerwał naukę, po czym rozpoczął służbę w policji kolejowej Kolei Wschodniochińskiej. W 1932 wstąpił do Armii Mandżukuo, dochodząc do stopnia majora. W 1938 został odkomenderowany do nowo formowanego w stanicy Sungari II w rejonie Harbina Oddziału „Asano”, w którym służyli „biali” emigranci rosyjscy. Początkowo pełnił funkcję zastępcy dowódcy japońskiego, a następnie przejął dowództwo Brygady, otrzymując stopień podpułkownika.
Od początku lat 40. stał na czele Rosyjskich Oddziałów Wojskowych Armii Mandżukuo, które sformowano na bazie Brygady Asano i innych jednostek złożonych z białorosjan. W tym czasie utworzył też Związek Rezerwistów.
W tymże czasie Nagolian prawdopodobnie został radzieckim szpiegiem. W 1945 po zajęciu północnych Chin przez Armię Czerwoną wyjechał do ZSRR.